# シュトゥットガルト放送交響楽団
シュトゥットガルト放送交響楽団（ドイツ語: Radio-Sinfonieorchester Stuttgart des SWR、英語: Stuttgart Radio Symphony Orchestra）は、ドイツ・シュトゥットガルトを本拠に活動していた、南西ドイツ放送（SWR）所属のオーケストラである。

## 沿革
シュトゥットガルト放送交響楽団は、1945年にアメリカ占領軍により創設された。当初は南ドイツ放送局（ドイツ語: Süddeutscher Rundfunk; SDR）に所属し、名称も1975年までは「南ドイツ放送交響楽団」（ドイツ語: SDR Symphonieorchester）と呼ばれた。
1971年から首席客演指揮者を務めたチェリビダッケの妥協を許さぬ音楽作りによって、同団の名声を名実共に高めた。カルロス・クライバーなどの若き日の映像は貴重な資料として扱われている。

1998年、ドイツの公共放送局の統廃合に伴い、SWRに所属するオーケストラとなった。基本的にはコンサート・オーケストラであったが、バーデン＝バーデン祝祭劇場のピットに入ったり、ユニテルのオペレッタ映画でバックを務めるなど、劇場音楽の経験も豊富である。
2016年に、同じくSWR所属のバーデン＝バーデン・フライブルクSWR交響楽団と統合し、新たに南西ドイツ放送交響楽団が創設された。

## 歴代首席指揮者等
歴代首席指揮者等は次のとおり。
- 1946年 - 1948年 グスタフ・ユリスク
- 1948年 - 1969年 ハンス・ミュラー＝クライ
- 1971年 - 1977年 セルジュ・チェリビダッケ（首席客演指揮者）
- 1983年 - 1989年 ネヴィル・マリナー
- 1989年 - 1995年 ジャンルイジ・ジェルメッティ
- 1996年 - 1998年 ジョルジュ・プレートル（首席客演指揮者）
- 1998年 - 2011年 ロジャー・ノリントン
- 2011年 - 2016年 ステファヌ・ドゥネーヴ